# سيمون براون (كاتب خيال علمي)
سيمون براون (بالإنجليزية: Simon Brown)‏ هو كاتب خيال علمي أسترالي، ولد في 1956 في سيدني في أستراليا.